# Lázeň

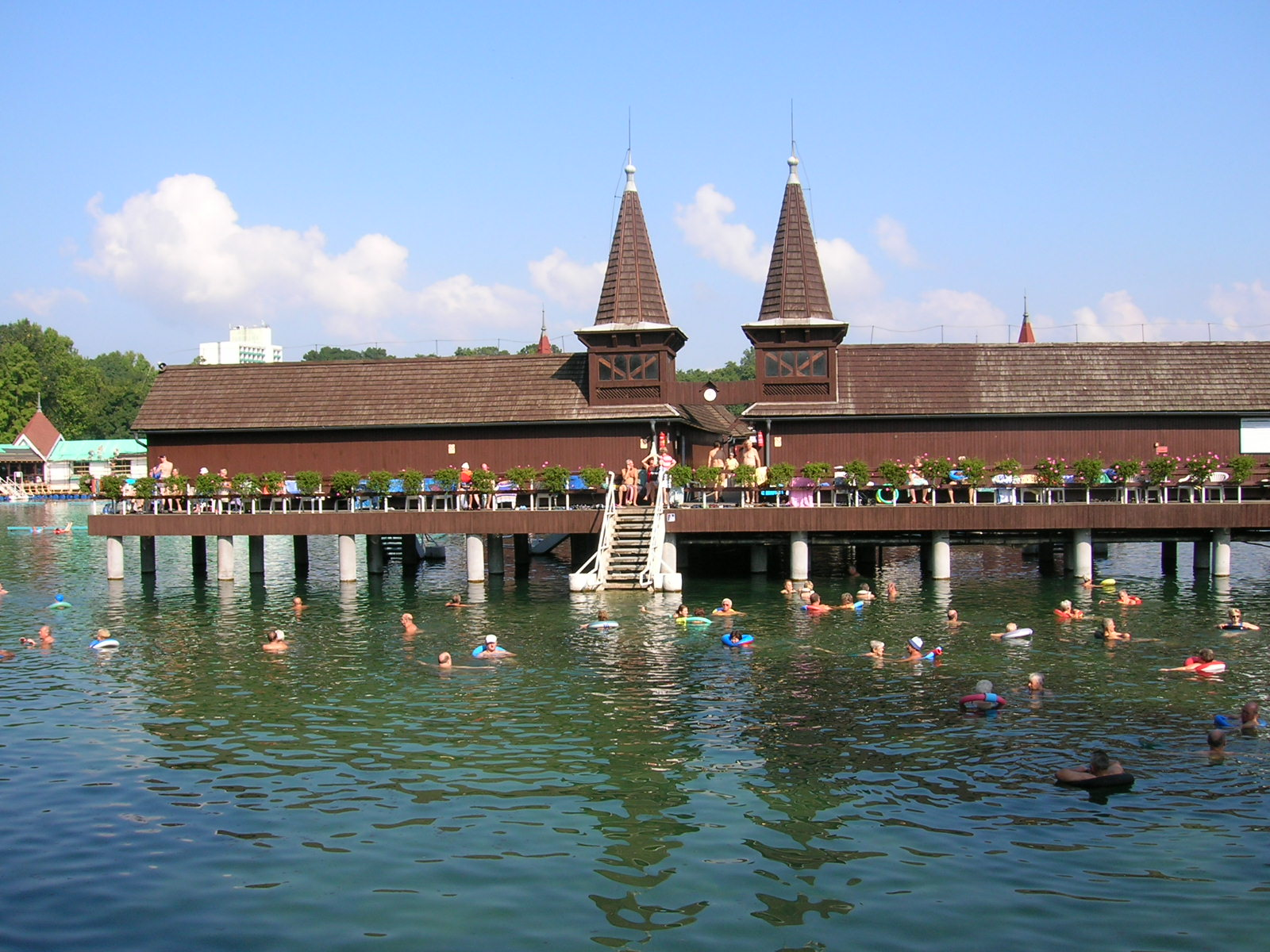
Termální lázně Hévíz v Maďarsku

Lázeň, latinsky balneum, je obecně sprchová nebo vanová koupel, širší označení označuje místo, kde se provádějí léčebné lázeňské kúry. Lázněmi se zabývá věda zvaná balneologie.

## Rozdělení

### Základní
- lázně termální (s horkými prameny)
- sluneční
- bahenní
- minerální

### Podle účelu
- lázně očistné
- lázně sloužící wellness
- přírodní léčebné lázně, využívající k léčbě místně příslušný přírodní léčivý zdroj (minerální vodu, plyn nebo peloid) anebo klimatické podmínky příznivé k léčení.

Přírodními léčebnými lázněmi se rozumí soubor zdravotnických a jiných souvisejících zařízení, sloužících k poskytování lázeňské péče.
Lázeňským místem se rozumí území nebo část území obce nebo více obcí, v němž se nacházejí přírodní léčebné lázně, stanovené za lázeňské místo podle lázeňského zákona.
Existují celé lázeňské komplexy nebo města.

## Historie lázní
Nejspíše již před čtyřmi tisíci lety vznikaly nejstarší lázně a bazény u velkých řek protoindických měst. I ve Starém Egyptě existovaly lázně s propracovaným provozem (dle nalezených staroegyptských soudních papyrů), které mimo jiné poskytovaly možnost dělníkům, pracujícím na stavbě pyramid, dodržovat své hygienické zvyklosti. Například v Číně k nejmarkantnějšímu rozšíření lázeňství docházelo za dynastie Čou v letech 1100 - 300 př. n. l. Lázně byly původně společné pro obě pohlaví. V Japonsku se veřejné lázně začaly budovat s rozvojem buddhismu. Jejich teplota dosahovala až 50 °C. Díky této vysoké teplotě vody bylo nutné se adaptovat a navštěvovat lázně již od dětství. Později se přistoupilo k variantě lázní oddělených pro muže a ženy, což samozřejmě nezabránilo pokušení pozorovat opačné pohlaví ve chvílích relaxace. Jak zachovalé dřevořezby a tušové kresby dokládají, koupající dělali pro tento účel v papírových mezistěnách díry.

## Lázně v Česku a na Slovensku
Česko je poměrně bohaté na termální prameny a proto i na lázeňská města. Mezi nejznámější lázeňská města v Česku patří zejména lázeňská zařízení v západních Čechách, tj. ve městech Karlovy Vary, Mariánské či Františkovy Lázně (západočeský lázeňský trojúhelník). Dále v této oblasti jsou lázně např. ve městech Jáchymov, Konstantinovy Lázně, Kynžvart. 
V oblasti jižních Čech jsou např. lázeňská města Bechyně a Třeboň. 
Severní Čechy jsou také poměrně bohaté na výskyt pramenů, možnost zrekreovat se je např. v lázních ve městech Lázně Libverda, Lázně Kundratice či Teplice. Ve východních Čechách přicházejí v úvahu zejména Janské Lázně, Velichovky, Lázně Bělohrad a Lázně Bohdaneč. Ve středních Čechách jsou nejznámější Poděbrady. 
Na jižní Moravě jsou např. Hodonín a Luhačovice. Na severní Moravě jsou např. Klimkovice, Karviná-Darkov, Jeseník, Karlova Studánka, Lipová-lázně, Teplice nad Bečvou.
Také na Slovensku najdeme mnoho takových míst. Mezi nejvýznamnější patří např. Piešťany, Trenčianske Teplice, Bardejov ad.